# Santralİstanbul

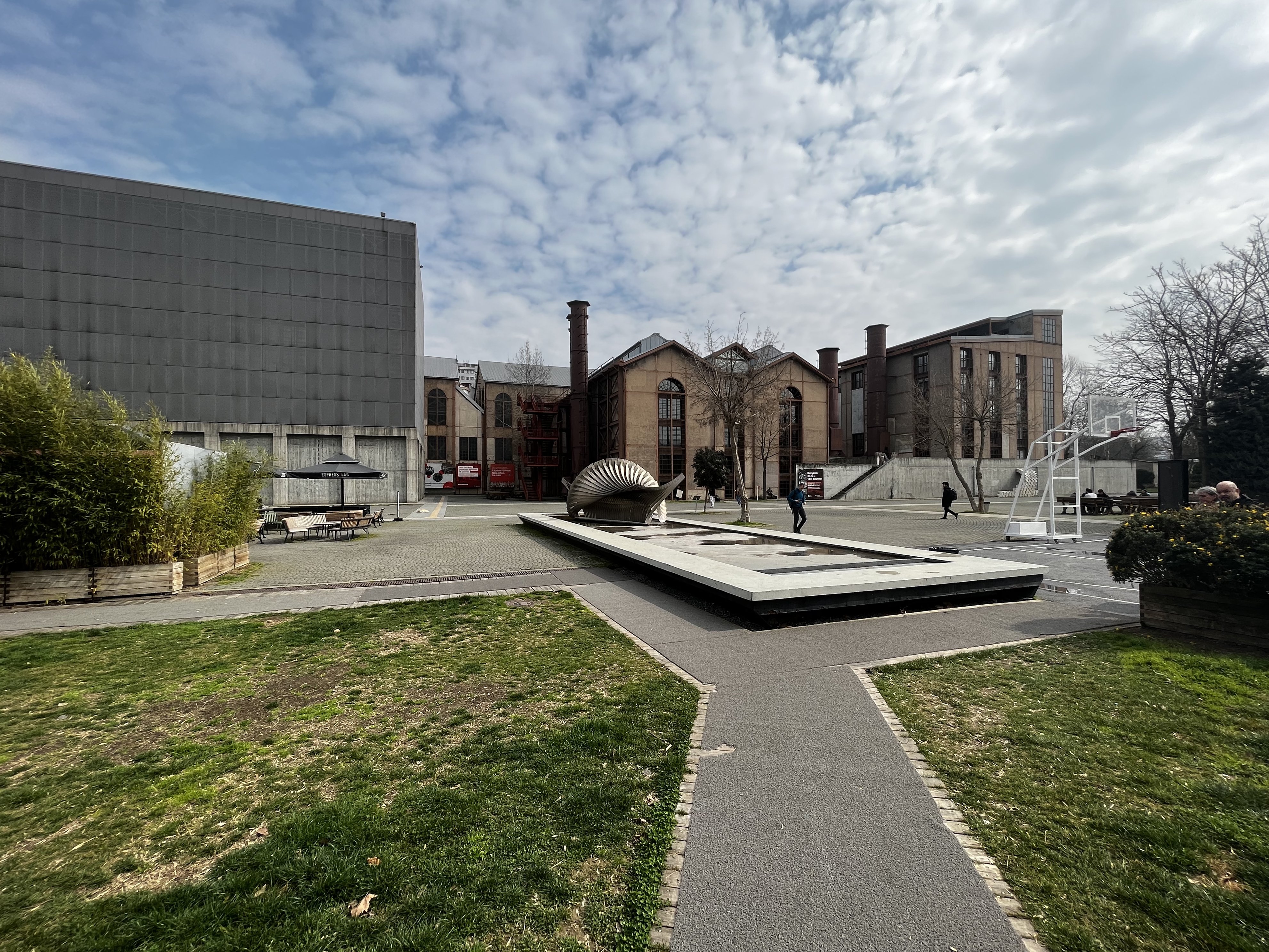
Complejo cultural en 2023.

Santralİstanbul («Central Estambul» en turco) es un complejo artístico y cultural situado en un extremo del Cuerno de Oro en el distrito de Eyüp de Estambul (Turquía), en el campus de Silahtarağa de la Universidad Bilgi.
Con una superficie de 118 000 m², el centro consta de un museo de la energía, un anfiteatro, salas de conciertos y una biblioteca pública en las instalaciones de la antigua central eléctrica de Silahtarağa, la primera central eléctrica del Imperio otomano, que había provisto de energía a Estambul entre 1914 y 1983.
El centro empezó a operar en 2007.

## Proyecto de remodelación de la central

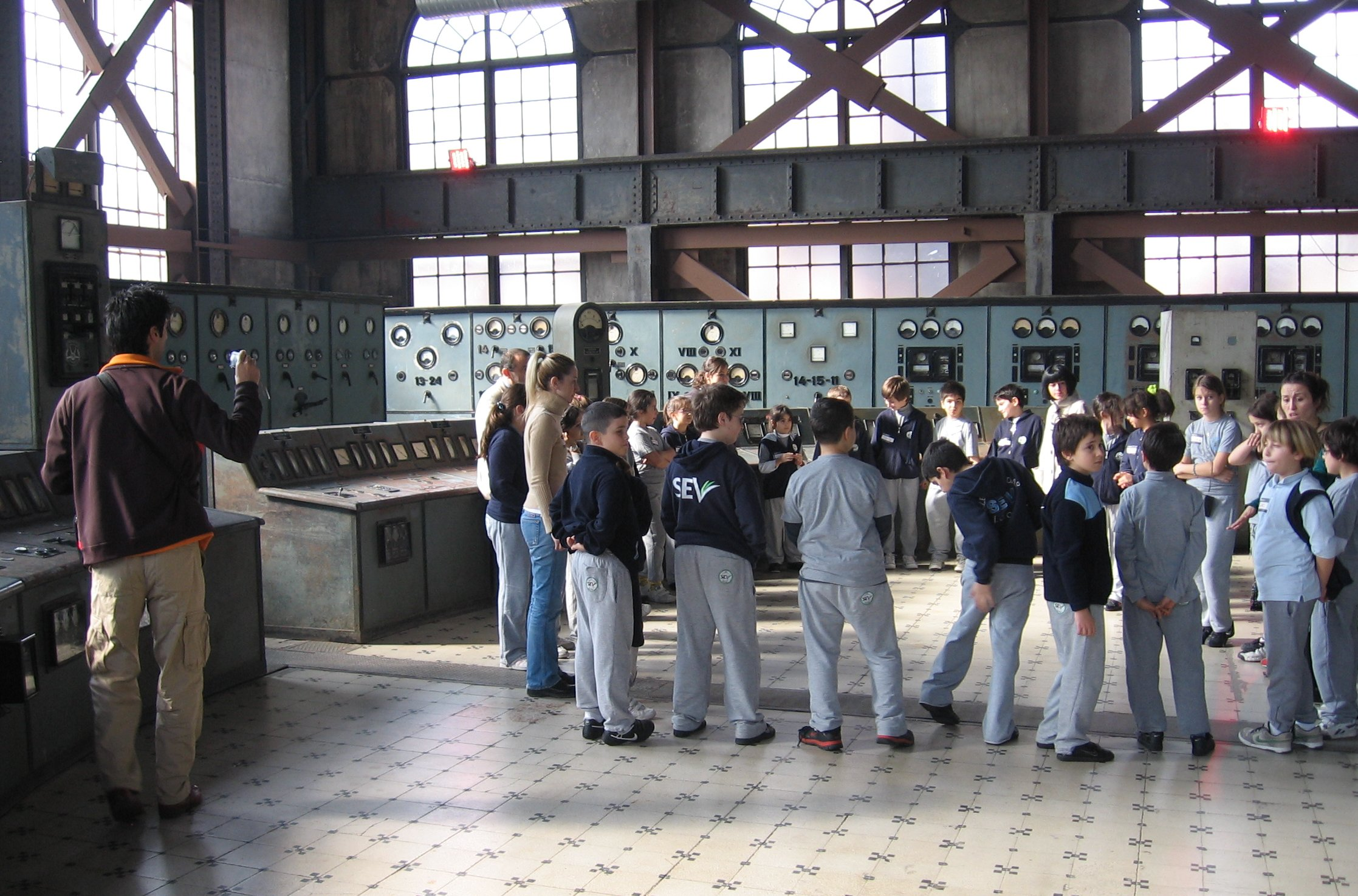
Museo de energía - Sala de control.

El proyecto de remodelación fue ideado por el empresario Oğuz Özerden, fundador de la Universidad Bilgi de Estambul. Özerden consiguió convencer al gobierno de Erdoğan, y obtuvo los derechos del Ministerio de Energía y Recursos Naturales para constituir y administrar un complejo cultural y un campus universitario en el sitio de la antigua central eléctrica. El protocolo asignado, que establecía una concesión por 20 años, fue firmada el 1 de mayo de 2004 en el Palacio del Jedive de Estambul
La transferencia de competencias generó alguna controversia y fue objeto de un proceso judicial iniciado por la Cámara de Ingenieros Eléctricos de Estambul, que en 2001 había desarrollado un proyecto con la Universidad Politécnica de Estambul para crear un parque tecnológico. Sin embargo, el Ministerio de Energía optó por el proyecto de la Universidad Bilgi.
El proyecto fue emprendido a través de un consorcio entre la Universidad Bilgi, la fundación estadounidense Laureate Education y los grupos Doğuş y Ciner, con el patrocinio del Grupo Kale y del gobierno municipal de Estambul. El presupuesto fue de 30 millones de dólares, pero el coste final excedió los 45 millones.
El responsable de la coordinación arquitectónica fue el decano de la Universidad Bilgi de Estambul, İhsan Bilgin, mientras que el plan general fue desarrollado por los arquitectos Nevzat Sayın (biblioteca pública) y Emre Arolat (sala multiusos). Han Tümertekin se unió al equipo para el diseño del museo de la energía. Los trabajos de arquitectura se completaron en tres años.
La inauguración preliminar de Santralİstanbul tuvo lugar el 17 de julio de 2007 en presencia del primer ministro. El espacio fue inaugurado con tres exposiciones extranjeras. Al principio, solamente abría de las 19 a las 23 horas debido a que las obras no habían concluido.

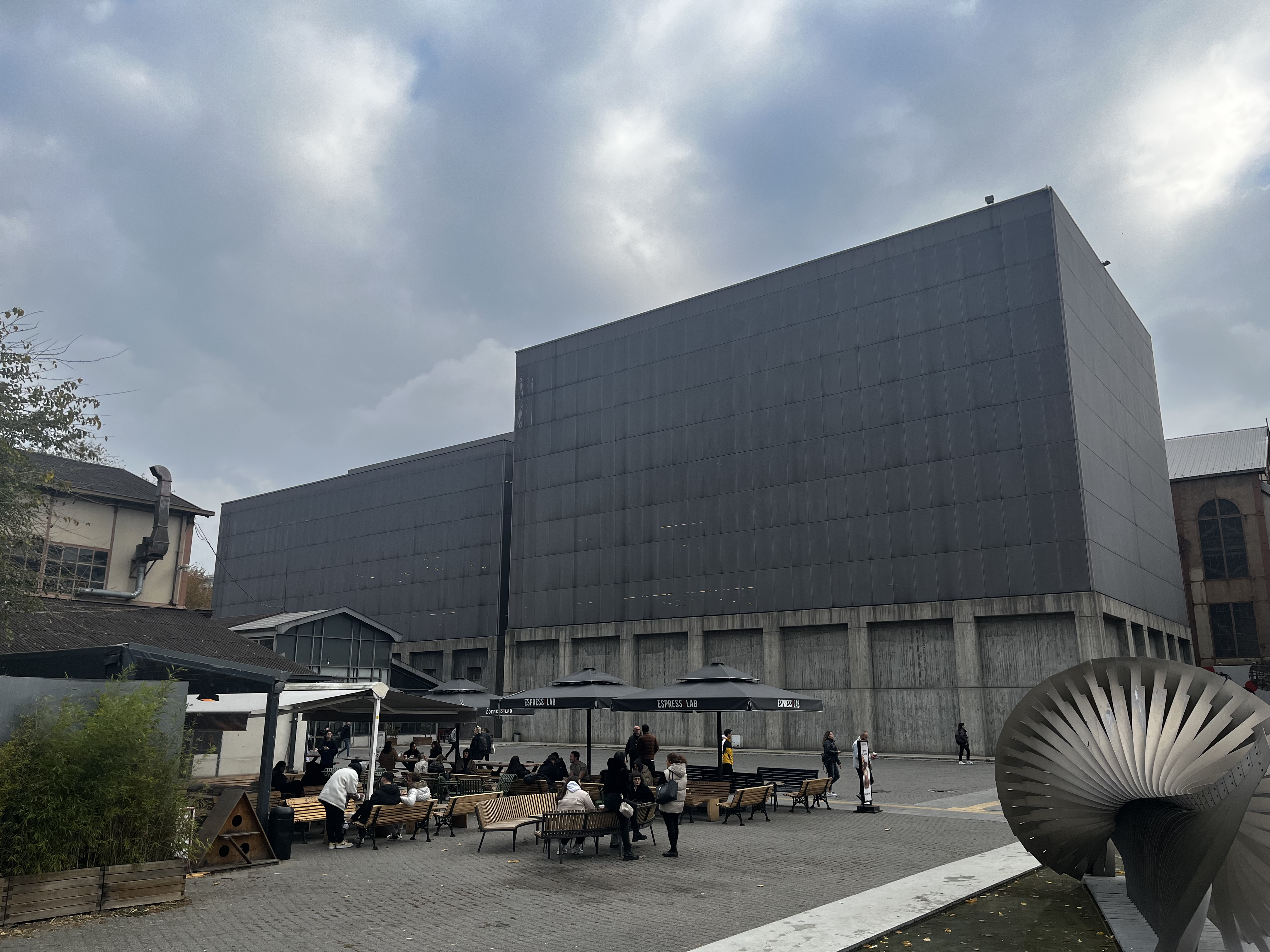
Museo de arte moderno.

La apertura oficial tuvo lugar el 8 de septiembre de 2007. Se estimó que el complejo recibiría 1,5 millones de visitantes cada año.

## Museo de arte moderno
El museo de arte moderno, con 7000 m² de área cubierta, consiste en dos nuevos edificios construidos sobre las ruinas de dos edificios de la central. Los arquitectos desarrollaron las nuevas edificaciones con las dimensiones de los edificios originales a partir de fotografías antiguas que mostraban la sección de la caldera.
Los dos edificios de hormigón armado tienen cinco pisos y exteriores de acero y vidrio, y están conectados con una pasarela de vidrio. Las galerías están separadas por paredes móviles de cartón yeso grises y blancas. Las fachadas de los edificios están cubiertas por una malla de aluminio que durante el día permite que la luz natural ilumine el interior y durante la noche hace que los edificios brillen como una linterna en la oscuridad.
En la actualidad, los edificios ya no se utilizan como museo de arte, al haberse transformado en un complejo educativo.

## Otros edificios y estructuras
- Museo de energía
- Biblioteca pública, instalada en dos de las antiguas salas de calderas
- Cafeterías y restaurante

## Transporte
Hay un servicio de autobuses gratuitos cada media hora para visitantes entre el Centro Cultural Atatürk, en la Plaza Taksim, y el Santralİstanbul.